# Guanajuato
Guanajuatoⓘ – stan położony w środkowym Meksyku. Graniczy ze stanami San Luis Potosí, Querétaro, Michoacán oraz Jalisco. Stolicą stanu jest miasto Guanajuato.

## Podział administracyjny
Guanajuato dzieli się na 46 gminy (hiszp. municipios).

## Historia
Pierwsze stałe osiedla ludzkie w Guanajuato datują się na 500 r. p.n.e. Na obszarze tym istniała tzw. „kultura Chupicuaro”, która pozostawiła po sobie znaczącą spuściznę kulturalną i religijną. Przed przybyciem Hiszpanów teren zamieszkiwany był przez plemiona: Guamare, Guaxabana i Copuce. Istnieją tu ślady różnych bogatych kultur, z których wiele funkcjonowało w tym samym czasie i konkurowało ze sobą. 
Pierwsza hiszpańska wyprawa na tych terenach miała miejsce w 1522 r., na jej czele stał Cristóbal de Olid. Rok później Hernán Cortés rozdał część ziemi leżącej w Guanajuato kilku swoim oficerom, którzy towarzyszyli mu w jego podboju Meksyku. W 1529 r. do regionu przybyła ekspedycja kierowana przez Nuño de Guzmána, która wsławiła się niesłychanym okrucieństwem i złupieniem indiańskich osiedli. Guzmán ze swoimi towarzyszami mordował nawet Indian, którzy już pełnili służbę u Hiszpanów w ramach przypominającego pańszczyznę systemu encomiend.
W XVI i XVII w. do Guanajuato napływali liczni osadnicy, co było związane z odkryciem złóż srebra. W 1557 r. założone zostało miasto Guanajuato, dwa lata później powstało San Miguel. W 1574 r. założone zostało León. Ta wzrastająca ekspansja hiszpańska wiązała się ze wzrostem zamożności tych terenów i zapotrzebowaniem na nowe kadry przy pracy w kopalniach. W 1762 r. do prowincji przybywa pierwszy przedstawiciel inkwizycji, która za swój cel obiera nielicznych jeszcze tutaj protestantów i przedstawicieli innych religii. W 1767 r. dochodzi do konfliktu związanego z wyrzuceniem jezuitów z Guanajuato.
Guanajuato odegrało ważną rolę w uzyskaniu niepodległości przez Meksyk. To w tej prowincji, a dokładniej w mieście Dolores swoją działalność rozpoczął przywódca ruchu powstańczego – ksiądz Miguel Hidalgo. Hidalgo podburzał chłopów do wystąpienia przeciwko Koronie Hiszpańskiej. Hidalgo po zorganizowaniu armii doszedł do stolicy kolonii, ale zrezygnował z jej zdobywania, a następnie został pokonany przez siły rojalistyczne. Guanajuato dołączyło do Federacji Meksykańskiej po oficjalnym uzyskaniu suwerenności przez ten kraj w 1821 r.
W czasie wojny amerykańsko-meksykańskiej (1846–1848) stan silnie opierał się okupacji amerykańskiej. Podczas walk o władzę pomiędzy konserwatystami i liberałami w latach 50. XIX w. Benito Juarez – przywódca liberałów uczynił Guanajuato tymczasową stolica państwa. W czasie interwencji francuskiej (1863–1867) Guanajuato było najludniejszą częścią kraju. Po odzyskaniu realnej władzy nad Meksykiem przez Juareza stan zachował swoją silna pozycję. Podczas dyktatury Porfiria Diaza Guanajuato otrzymało poważne środki na unowocześnienie swojej infrastruktury transportowej a gospodarka stanu została poważnie zmodernizowana.
Podczas rewolucji meksykańskiej, która rozpoczęła się w 1910 r., rejon ten był areną zaciekłych walk pomiędzy kolejnymi stronnictwami. Wiele miast było okupowanych przez poszczególnych przywódców rewolucyjnych, jednak żaden z nich nie zdołał opanować całego stanu. Ponadto opór kościoła katolickiego wobec niektórych zarządzeń władz a następnie powstanie Cristero doprowadziły do dodatkowych napięć.
Od połowy lat 50. XX w. zaczęły się umacniać wpływy prokatolickiej PAN co było spowodowane rządami antyklerykalnej PRI. W 1995 r. w Guanajuato po raz pierwszy od wielu lat na gubernatora został wybrany przedstawiciel partii opozycyjnej (był to kandydat PAN – Vicente Fox). Guanajuato stało się w ten sposób pierwszym stanem meksykańskim od czasów rewolucji, w którym gubernatorem nie został przedstawiciel PRI.

## Warunki geograficzne i klimatyczne
W północno-wschodniej części stanu przebiega pasmo górskie – Sierra Madre Oriental, pomiędzy jego poszczególnymi grzbietami znajdują się żyzne doliny.
Na terenie stanu znajdują się dwa baseny rzeczne. Pierwszym z nich jest Pánuco, który ma swoje ujście w Zatoce Meksykańskiej. Jest on zasilany przez rzeki: Santa Maria i Victoria. Drugim basenem jest: Rio Lerma, który swoje ujście ma w rzece Santiago. Kolejne mniejsze rzeki to m.in.: Laja, Guanajuato i Turbio.
Klimat Guanjuato jest względnie suchy. Średnia opadów od listopada do kwietnia wynosi 10 mm. Większość deszczów spada w okresie od maja do września, wtedy średnia opadów wynosi 95 mm. Średnia roczna temperatur osiąga 19 °C
Dominujące drzewa to: dąb, sosna, brzoza, guawy i wiele różnych gatunków kaktusa. Ze zwierząt można wymienić: króliki, orły, jaszczurki, wiewiórki, jelenie, węże czy sowy.

## Gospodarka
Gospodarka stanu rozwija się szczególnie dynamicznie od czasu wejścia w życie porozumienia o wolnym handlu ze Stanami Zjednoczonymi i Kanadą w 1994 r. Największe znaczenie mają: przemysł, handel i turystyka. Około połowa produktów wytwarzanych w stanie jest wysyłana na eksport. W okresie od 1999 do 2000 r. handel zagraniczny Guanajuato uległ podwojeniu.
Działalność przemysłowa koncentruje się w takich miastach jak: León, Salamanca i Irapuato. Główne branże przemysłu to m.in.: górnictwo złota i srebra oraz przemysł odzieżowy i obuwniczy.
Guanajuato jest jednym z najżyźniejszych stanów meksykańskich. Dlatego też ważną rolę odgrywa tu uprawa roli. Uprawia się tu m.in.: mango, banany, owies, sorgo, paprykę, pomidory i wiele innych. Rolnicy zajmują się też uprawa kwiatów, głównie róż. W mniej żyznych częściach stanu hoduje się bydło, świnie i drób.
Guanajuato jest jednym z głównych ośrodków wydobycia srebra (już od XVI w.) w Meksyku.

## Turystyka
W 1988 roku historyczne centrum miasta Guanajuato oraz położone tu kopalnie srebra wpisano na listę światowego dziedzictwa UNESCO.

## Galeria

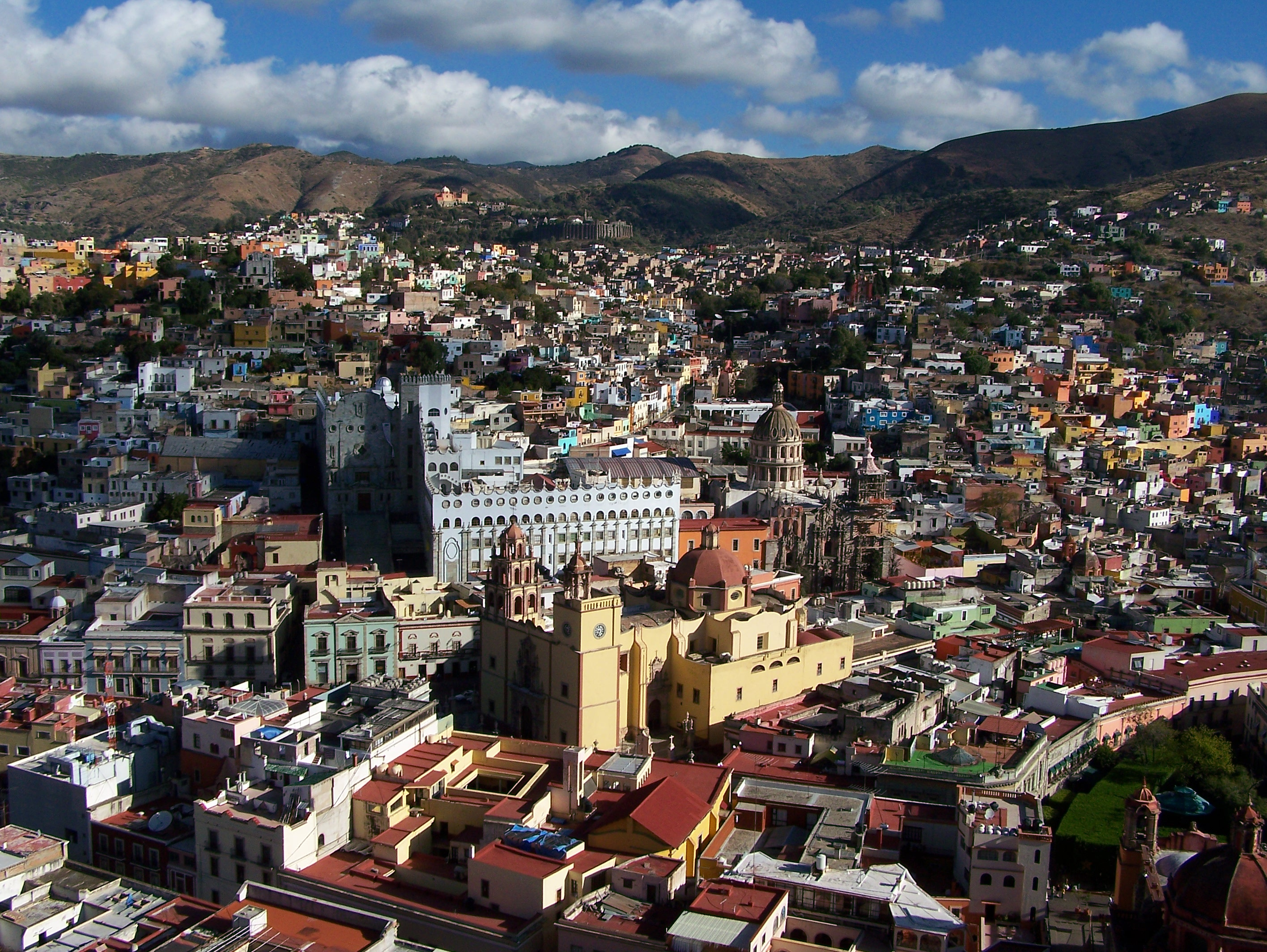
Miasto Guanajuato.
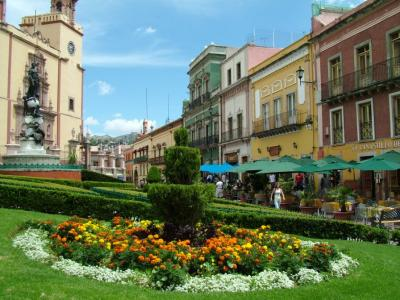
Miasto Guanajuato.
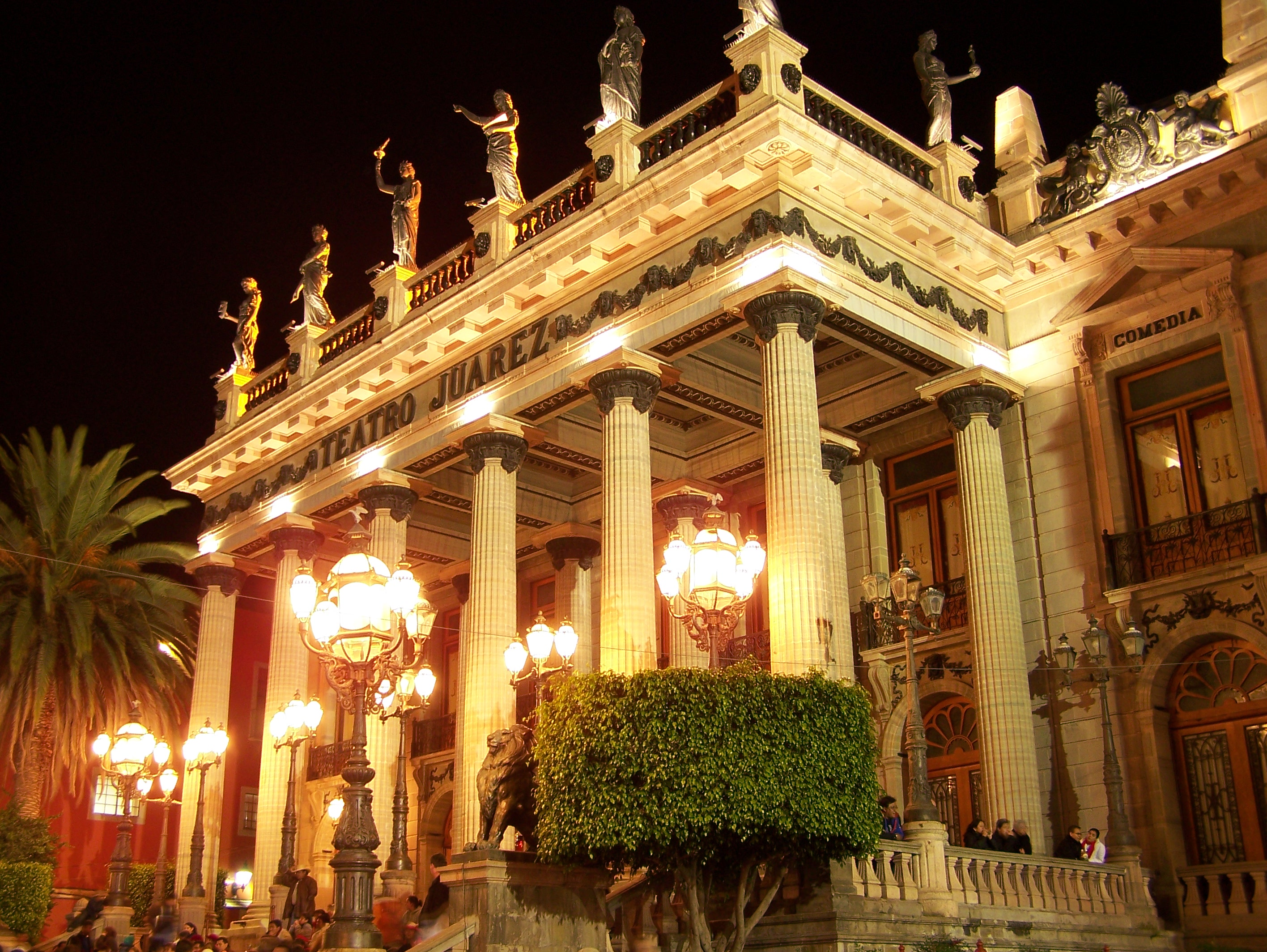
Teatr B. Juareza w mieście Guanajuato.
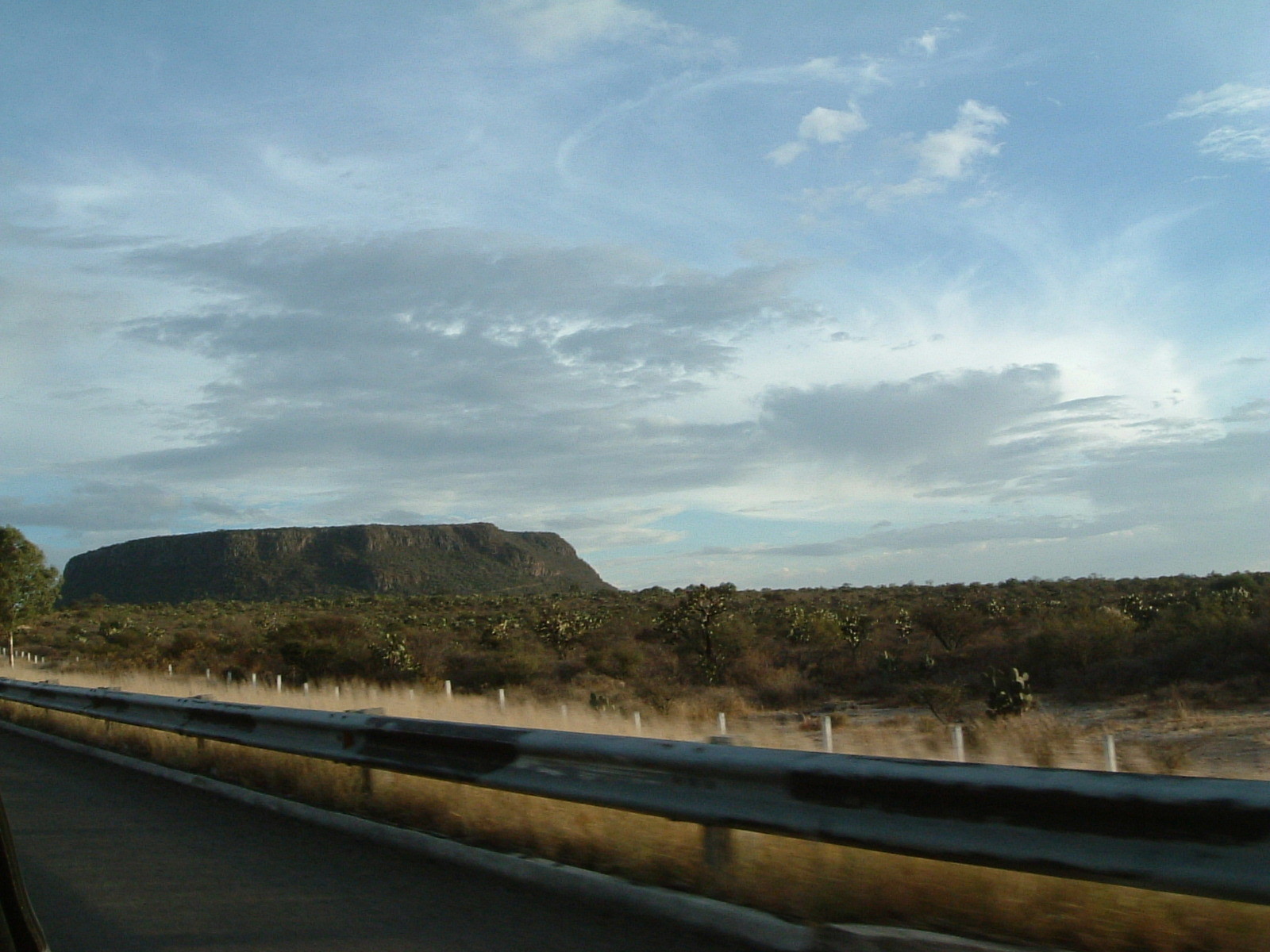
Góry Mesita.
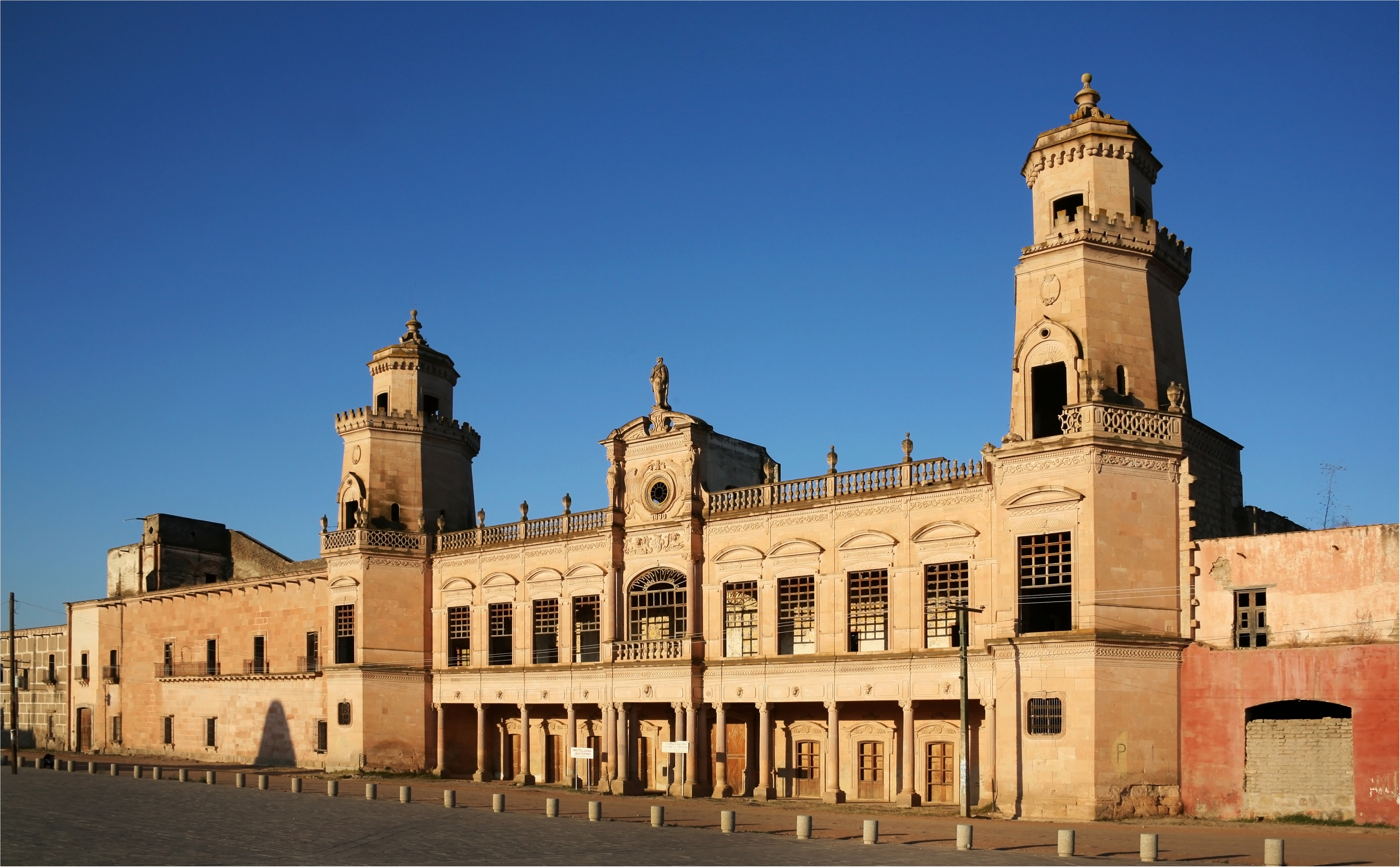
Hacienda Jaral de Berrios